# Telostylus niger
Telostylus niger är en tvåvingeart som beskrevs av Mario Bezzi 1914. Telostylus niger ingår i släktet Telostylus och familjen Neriidae.
Artens utbredningsområde är Filippinerna. Inga underarter finns listade i Catalogue of Life.